# Eric Mathoho
Eric Mathoho (Venda, 1 maart 1990) is een Zuid-Afrikaans voetballer die bij voorkeur als centrale verdediger speelt. Hij tekende in 2012 bij Kaizer Chiefs. Mathoho debuteerde in 2011 voor Zuid-Afrika.

## Clubcarrière
Mathoho werd geboren in Venda en werd gevormd bij Tshiombo XI Securitas en The Dolphins. Op 3 februari 2010 maakte hij zijn opwachting voor Bloemfontein Celtic in de Premier Soccer League tegen Mamelodi Sundowns. In drie jaar tijd maakte de centrumverdediger vier doelpunten uit 56 competitiewedstrijden voor de club uit Bloemfontein. In 2012 maakte hij de overstap naar Kaizer Chiefs. Op 11 augustus 2012 debuteerde hij voor zijn nieuwe club in de competitiewedstrijd tegen AmaZulu. Op 3 april 2013 maakte hij zijn eerste competitietreffer voor de club uit Johannesburg tegen Maritzburg United. In zijn eerste seizoen kwam Mathoho tot een totaal van 26 competitiewedstrijden. In april 2015 werd hij in de Zuid-Afrikaanse media gelinkt aan Anderlecht.

## Interlandcarrière
Op 14 mei 2011 debuteerde hij in het Zuid-Afrikaans voetbalelftal in een vriendschappelijke interland tegen Tanzania. Hij mocht in de blessuretijd invallen voor Hlompho Kekana. Met Zuid-Afrika nam Mathoho deel aan het Afrikaans kampioenschap voetbal 2015, waar het land niet door de groepsfase kwam. Op 13 oktober 2015 maakte hij in een vriendschappelijke interland in en tegen Honduras (1–1 gelijkspel) zijn eerste interlanddoelpunt.
| Interlands van Eric Mathoho voor Zuid-Afrika | Interlands van Eric Mathoho voor Zuid-Afrika | Interlands van Eric Mathoho voor Zuid-Afrika | Interlands van Eric Mathoho voor Zuid-Afrika | Interlands van Eric Mathoho voor Zuid-Afrika | Interlands van Eric Mathoho voor Zuid-Afrika | Interlands van Eric Mathoho voor Zuid-Afrika |
| №                                            | Datum                                        | Wedstrijd                                    | Uitslag                                      | Soort wedstrijd                              | Doelpunten                                   |                                              |
| -------------------------------------------- | -------------------------------------------- | -------------------------------------------- | -------------------------------------------- | -------------------------------------------- | -------------------------------------------- | -------------------------------------------- |
| 1.                                           | 14 mei 2011                                  | Tanzania – Zuid-Afrika                       | 0 – 1                                        | Vriendschappelijk                            |                                              |                                              |
| 2.                                           | 6 januari 2012                               | Equatoriaal-Guinea – Zuid-Afrika             | 0 – 0                                        | Vriendschappelijk                            |                                              |                                              |
| 3.                                           | 15 juni 2012                                 | Zuid-Afrika – Gabon                          | 3 – 0                                        | Vriendschappelijk                            |                                              |                                              |
| 4.                                           | 2 juni 2013                                  | Lesotho – Zuid-Afrika                        | 0 – 2                                        | Vriendschappelijk                            |                                              |                                              |
| 5.                                           | 8 juni 2013                                  | Centraal-Afrikaanse Republiek – Zuid-Afrika  | 0 – 3                                        | Kwalificatie WK 2014                         |                                              |                                              |
| 6.                                           | 16 juni 2013                                 | Ethiopië – Zuid-Afrika                       | 2 – 1                                        | Kwalificatie WK 2014                         |                                              |                                              |
| 7.                                           | 14 augustus 2013                             | Zuid-Afrika – Nigeria                        | 0 – 2                                        | Vriendschappelijk                            |                                              |                                              |
| 8.                                           | 10 september 2013                            | Zuid-Afrika – Zimbabwe                       | 1 – 2                                        | Vriendschappelijk                            |                                              |                                              |
| 9.                                           | 26 mei 2014                                  | Australië – Zuid-Afrika                      | 1 – 1                                        | Vriendschappelijk                            |                                              |                                              |
| 10.                                          | 5 september 2014                             | Soedan – Zuid-Afrika                         | 0 – 3                                        | Kwalificatie AK 2015                         |                                              |                                              |
| 11.                                          | 10 september 2014                            | Zuid-Afrika – Nigeria                        | 0 – 0                                        | Kwalificatie AK 2015                         |                                              |                                              |
| 12.                                          | 11 oktober 2014                              | Congo-Brazzaville – Zuid-Afrika              | 0 – 2                                        | Kwalificatie AK 2015                         |                                              |                                              |
| 13.                                          | 15 oktober 2014                              | Zuid-Afrika – Congo-Brazzaville              | 0 – 0                                        | Kwalificatie AK 2015                         |                                              |                                              |
| 14.                                          | 15 november 2014                             | Zuid-Afrika – Soedan                         | 2 – 1                                        | Kwalificatie AK 2015                         |                                              |                                              |
| 15.                                          | 19 november 2014                             | Nigeria – Zuid-Afrika                        | 2 – 2                                        | Kwalificatie AK 2015                         |                                              |                                              |
| 16.                                          | 4 januari 2015                               | Zuid-Afrika – Zambia                         | 1 – 0                                        | Vriendschappelijk                            |                                              |                                              |
| 17.                                          | 14 januari 2015                              | Mali – Zuid-Afrika                           | 0 – 3                                        | Vriendschappelijk                            |                                              |                                              |
| 18.                                          | 23 januari 2015                              | Zuid-Afrika – Senegal                        | 1 – 1                                        | Afrikaans kampioenschap                      |                                              |                                              |
| 19.                                          | 27 januari 2015                              | Zuid-Afrika – Ghana                          | 1 – 2                                        | Afrikaans kampioenschap                      |                                              |                                              |
| 20.                                          | 29 maart 2015                                | Zuid-Afrika – Nigeria                        | 1 – 1                                        | Vriendschappelijk                            |                                              |                                              |
| 21.                                          | 5 september 2015                             | Mauritanië – Zuid-Afrika                     | 3 – 1                                        | Kwalificatie AK 2017                         |                                              |                                              |
| 22.                                          | 8 oktober 2015                               | Costa Rica – Zuid-Afrika                     | 0 – 1                                        | Vriendschappelijk                            |                                              |                                              |
| 23.                                          | 13 oktober 2015                              | Honduras – Zuid-Afrika                       | 1 – 1                                        | Vriendschappelijk                            | 8'                                           |                                              |